# Hồng quân
Hồng Quân là cách gọi vắn tắt của Hồng quân Công Nông (tiếng Nga: Рабоче-крестьянская Красная армия; dạng ký tự Latin: Raboche-krest'yanskaya Krasnaya armiya, viết tắt: RKKA), tên gọi chính thức của Lục quân và Không quân Liên Xô. Hồng Quân cùng với các lực lượng khác (Hải quân, Bộ đội biên phòng, Lực lượng cảnh vệ nội vụ, Lực lượng cận vệ quốc gia) tạo thành Lực lượng vũ trang Liên Xô. Từ "hồng" (màu đỏ) là màu của cách mạng. Hồng quân được những người Bolshevik thành lập ngày 28 tháng 1 năm 1918 (ngày 15 tháng 1 theo lịch Julius). Ngày thành lập chính thức là ngày 23 tháng 2 năm 1918, ngày quân Đức ngừng tấn công Petrograd và ký hòa ước. Tư lệnh đầu tiên của Hồng Quân là Lev Davidovich Trotsky.
Tới năm 1922, Hồng Quân chính thức trở thành quân đội chính quy của Liên bang Xô viết. Đến tháng 2 năm 1946, Hồng quân được đổi tên thành Quân đội Xô viết (Советская Армия) và bao gồm các lực lượng vũ trang Xô viết ngoại trừ hạm đội.
Hồng quân là lực lượng quân đội lớn nhất thế giới từ thập niên 1940 đến khi Liên Xô tan rã vào năm 1991 (mặc dù kể từ thập niên 1960, Quân Giải phóng Nhân dân Trung Quốc có quân số lớn hơn Hồng quân nhưng số lượng trang bị vũ khí hạng nặng nhìn chung là ít hơn).

## Lịch sử

### Nền tảng ban đầu của Hồng quân
Khi nguy cơ của cuộc Nội chiến Nga đã dần trở thành hiện thực, những người lãnh đạo Bôn-sê-vích đã nhìn thấy sự cần thiết phải thay thế lực lượng Cận vệ Đỏ tạm thời bằng một quân đội chuyên nghiệp lâu dài. Hội đồng Dân ủy đã thiết lập Hồng quân theo một sắc lệnh vào ngày 28 tháng 1 năm 1918 với nòng cốt là lực lượng Cận vệ Đỏ. Tuy nhiên ngày thành lập chính thức Hồng Quân được tính là ngày 23 tháng 2 năm 1918, đó là ngày biệt đội lớn đầu tiên của Hồng quân xuất hiện ở Petrograd và Moskva và là ngày trận đánh đầu tiên với quân đội Đế quốc Đức trên sông Neva. Cuộc nội chiến đang manh nha đã bùng phát dữ dội sau khi Lenin giải tán Hội đồng Lập hiến Nga và ký Hoà ước Brest-Litovsk, khi các lực lượng Bolshevik mới thành lập phải đối mặt với các lực lượng chống Bolshevik liên minh lỏng lẻo, được biết đến với tên Bạch vệ.
Tư lệnh đầu tiên của Hồng quân là Lev Davidovich Trotsky, Bộ trưởng Dân ủy Chiến tranh từ năm 1918 đến 1924, người được ghi công về việc tạo ra một lực lượng quân đội có kỷ cương từ những người tình nguyện ô hợp. Trotsky quyết định bổ sung sĩ quan cho đội quân non nớt của mình bằng những sĩ quan và hạ sĩ quan cũ của quân đội Đế quốc Nga. Điều này bị phái "Cộng sản cánh tả", đứng đầu là Nikolai Ivanovich Bukharin, phản đối.
Các cơ quan quyền lực Bolshevik thành lập một ủy ban đặc biệt do Lev Glezarov đứng đầu, và đến giữa tháng 8 năm 1920 đã huy động được 48.000 sĩ quan cũ, 10.300 nhân viên hành chính và 214.000 hạ sĩ quan cũ. Phần lớn giữ chức vụ "chuyên gia quân sự". Một số chỉ huy Quân đội Xô viết lỗi lạc trước đây là những tướng lĩnh thuộc quân đội của Sa hoàng. Người chỉ huy đơn vị trong những ngày đầu của Hồng quân được lựa chọn theo phương pháp bầu chọn từ những người lính thành viên trong đơn vị.
Một bước đi quan trọng khác là nỗ lực thống nhất các tổ chức quân sự cũ của Bolshevik và thành lập Hội đồng Quân sự Cách mạng vào ngày 6 tháng 9 năm 1918. Trotsky là chủ tịch của Hội đồng Quân sự Cách mạng, dưới ông là Ioakim Ioakimovich Vatsetis, Đại tá của quân đội chế độ cũ, người Latvia, trở thành Tổng tư lệnh Hồng quân đầu tiên.
Khẩu hiệu ban đầu của Hồng quân là "Tổ quốc xã hội chủ nghĩa đang lâm nguy!" để kêu gọi đăng ký nhập ngũ không thu được kết quả như mong muốn do vậy chế độ nghĩa vụ quân sự được thiết lập vào ngày 29 tháng 5 năm 1918.
Trotsky và những người Bolshevik sau đó đã phải cố gắng rất nhiều để diệt tận gốc các "đội quân vô chính phủ" trong những tháng hỗn loạn đầu tiên của Hồng quân, theo phương châm "Cổ vũ, Tổ chức và Báo thù", và trong vài trường hợp phải sử dụng đến biện pháp cứng rắn như xử bắn để trừng phạt những kẻ đào ngũ. Để đảm bảo lòng trung thành của những quân nhân còn lại từ thời Sa hoàng và để gắn kết những thành phần Hồng Quân khác nhau, chức danh Chính ủy tại các đơn vị được bổ nhiệm với những người là đảng viên Bolshevik trung kiên. Vào mùa hè năm 1918 việc bầu chọn chỉ huy đơn vị chấm dứt, hệ thống lãnh đạo các đơn vị Hồng quân với Chính ủy và Chỉ huy đơn vị do bổ nhiệm được xác lập.

### Nội chiến Nga

#### Giai đoạn đầu tiên của cuộc nội chiến
Giai đoạn này kéo dài từ Cách mạng tháng Mười cho đến đình chiến vào tháng 11 năm 1918. Các lực lượng chính chống lại chính quyền Xô Viết có thể liệt kê bao gồm:
Lực lượng KazakMâu thuẫn phát sinh giữa những người ngụ cư trên phần đất truyền thống của người Kazak. Chính quyền Xô Viết đứng về phía những người ngụ cư và giành quyền điều hành vùng đất truyền thống này của người Kazak trên sông Đông. Cuộc đấu tranh giành chính quyền trên vùng đất này dẫn đến việc Đại hội những người Kazak lựa chọn tướng Aleksei Maksimovich Kaledin, một vị tướng trong quân đội Sa hoàng trước đây, làm người đứng đầu lực lượng quân tình nguyện của mình. Các đội quân tình nguyện lấy màu trắng của thời Sa hoàng làm biểu tượng được thành lập nhanh chóng tại vùng sông Đông và thường được gọi là quân Bạch vệ.
Đức và ÁoHoà ước Brest-Litovsk được ký dẫn đến quân Đức và Áo giành được loạt vùng đất cũ của Đế quốc Nga như Estonia, Latvia, Lítva cùng các vùng khác như một số vùng của tỉnh Pshkov, Petrogradsky, cùng với đó một loạt vùng đất rộng lớn của Belarus, Ukraina, Krym, Dosky, một phần bán đảo Taman, tỉnh Voronezh, Kursk đều năm vào tay Đức và Áo.
AnhTháng 3 năm 1918 quân Anh đánh chiếm Arkhangelsk, tiếp đó tháng 7 quân Anh đánh chiếm Murmansk.
Nhật BảnNgày 5 tháng 4 năm 1918 quân Nhật chiếm Vladivostok.
Khối Liên minh (Entente)Ở phía Bắc dưới sự bảo trợ Liên minh Anh-Pháp (theo hiệp ước Entente), chính quyền Bạch vệ được thiết lập và thành lập các đạo quân. Hai đạo quân lớn đến hơn 4500 người như "Đạo quân Lê dương Slav-Anh" hay "Đội quân tình nguyện Murmansk" với lực lượng sĩ quan chỉ huy chủ yếu từ quân đội Sa hoàng cũ.
Đạo quân Tiệp KhắcMột lực lượng nữa tạo nên sự rối ren thời kỳ đầu của Nội chiến là cuộc nổi dậy của đội quân Tiệp Khắc. Vào đầu Chiến tranh thế giới thứ nhất hai quốc gia Séc và Slovakia bị Đế quốc Áo-Hung thôn tính. Đề quốc Áo-Hung là kẻ thù của đế quốc Nga. Đội quân này được Sa hoàng nước Nga thành lập dựa trên các tù binh của mặt trận này theo kế hoạch sẽ gửi lại mặt trận nhưng chưa thực hiện thì đã bị phá vỡ bởi các sự kiện tháng 10 năm 1917 tại Petrograd. Theo thỏa thuận với những người Bolshevik đội quân sẽ được đưa về Pháp theo đường cảng Vladivostok. Trên đường đi đến cảng bằng tàu hỏa đội quân này nổi dậy.
Lực lượng tướng KolshakSự nổi dậy của đoàn quân Tiệp Khắc dẫn đến hình thành một Hội đồng lập hiến của những người Menshevik với tên KOMUCh (Комуч, viết tắt của комитета членов Учредительного Собрания). Chính quyền Xô viết trong một vùng rộng lớn ở Sibira sụp đổ. Một chính quyền lâm thời Sibira hình thành với đội quân của Đô đốc Aleksandr Vasiliyevich Kolchak.

#### Diễn biến chính

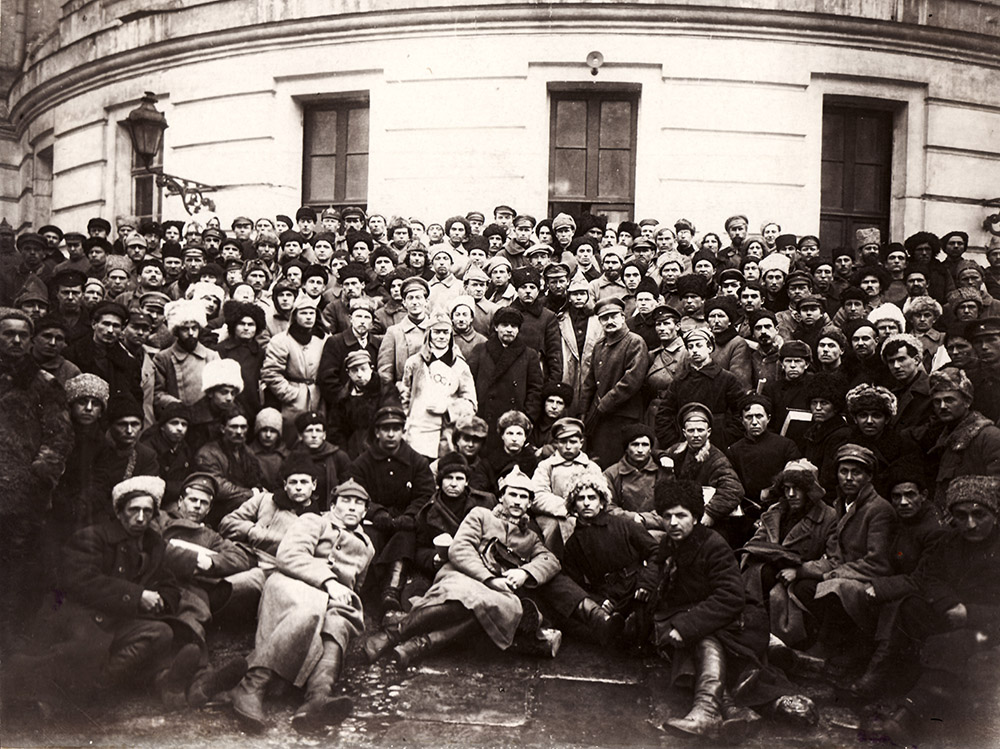
Lenin, Trotsky và binh sĩ Hồng quân ở Petrograd

Ba lực lượng chính của Bạch vệ ngay từ những ngày đầu của cuộc nội chiến đã tấn công Nhà nước Xô viết gồm:
- Tại khu vực sông Đông đội quân Kazak của tướng Ivan Alekseyevich Kornilov (sau khi ông chết 13 tháng 4 năm 1918, tướng Anton Ivanovich Denikin đứng đầu đội quân này)
- Tại Siberia quân của Đô đốc Kolchak đóng ở Omsk
- Tại Tây bắc là đạo quân của tướng Nikolai Nikolaevich Yudenich

Tháng 9 năm 1918 chính quyền Menshevik yếu ớt KOMUCh bị sụp đổ do cả hai lực lượng Bạch vệ và Hồng quân. Quân của Đô đốc Kolchak chiếm Ural. Quân của Denikin tiến vào Kiev, ngày 13 tháng 10 năm 1919 chiếm thành phố Oryol. Quân của tướng Yudenich đe dọa trực tiếp Petrograd tháng 9 năm 1919.
Với những nỗ lực cải tổ Hồng quân của Trotsky, cuối năm 1919 các cuộc tấn công mạnh mẽ của Bạch vệ bị dừng lại vào đầu năm 1920 Hồng quân tấn công mạnh trên tất cả các mặt trận với Tập đoàn kỵ binh số 1 của tướng Semyon Mikhailovich Budyonny.
Tướng Yudenich với khẩu hiệu "Một nước Nga thống nhất và không thể chia cắt" đã không nhận được sự trợ giúp của Estonia và Phần Lan, đến cuối năm 1919, vị tướng này phải lui quân về lãnh thổ Estonia và sau đó bị bắt.
Tháng 1 năm 1920, Đô đốc Kolchak bị chính quyền Menshevik bắt tại Irkutsk rồi được giao cho Hồng quân, đến ngày 7 tháng 2 bị xử bắn.
Lực lượng của tướng Denikin cùng một lúc chống lại người Kazak, và tại Ukraina họ chiến đấu cả với Hồng quân, quân của tướng Petlyura và cả đội quân của tướng Makhno. Đây là hai lực lượng quân sự mạnh của Ukraina. Sau cái chết của Đô đốc Kolchak, Denikin trở thành thủ lĩnh của Bạch vệ nhưng không nhìn thấy tương lai của Bạch vệ nên ngày 4 tháng 4 năm 1918 rời bỏ quyền lực lên tàu biển sang Anh.
Ngày 10 tháng 1 năm 1920, Hồng quân tiến vào thành phố Rostov-na-Donu (Rostov bên bờ sông Đông). Đội quân tình nguyện Kazak bị dồn lên phía Bắc. Ngày 8 tháng 2, Hồng quân chiếm Odessa. Ngày 27 tháng 3, Hồng quân chiếm Novorossyisk.
Sau khi các đạo quân bị tiêu diệt ngày 20 tháng 2 năm 1920, chính quyền phía Bắc và quân đội của họ chạy sang Na Uy và Phần Lan. Ngày 21 tháng 2 năm 1920, chính quyền phía Bắc về tay Hồng quân.
Ngày 28 tháng 10 Hồng quân vượt qua Sivas tiến về phía Krym. Ngày 14 đến ngày 16, Hồng quân đẩy Bạch vệ ra khỏi Krym.

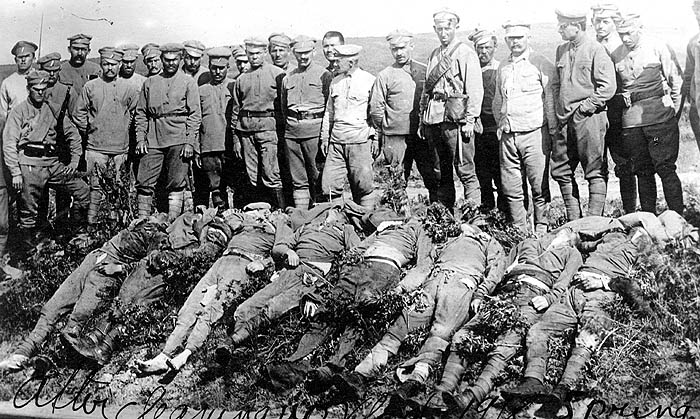
Binh sĩ của Trung đoàn 6 Tiệp Khắc bị Hồng quân tiêu diệt trong thời kỳ Nội chiến 1918-1922

Trong những năm 1919-1921 còn xảy ra cuộc Chiến tranh Ba Lan-Xô Viết. Sau khi ký Hoà ước Brest-Litovsk, nước Nga công nhận về pháp lý sự độc lập của Ba Lan. Trên thực tế Ba Lan đã bị Đức chiếm từ mùa hè năm 1915. (Tại Đông Âu Đức chiếm Ba Lan, Litva, một phần Belarus, một phần Latvia và một phần Ukraina).
Sau khi giành độc lập, chính quyền Ba Lan của tướng Pilsudski lập kế hoạch đánh chiếm các lãnh thổ của Nga từ biển Baltic đến Hắc Hải. Quân Ba Lan tấn công vào Ukraina, và ngày 6 tháng 5 năm 1920, quân Ba Lan chiếm được Kiev. Giữa tháng 7 năm 1920, quân Ba Lan bị Hồng quân đẩy về biên giới. Từ ngày 13 đến ngày 20 tháng 8 năm 1920,Hồng quân dưới sự chỉ huy của Thống chế Mikhail Nikolayevich Tukhachevsky đã vây thành Warszawa nhưng cuối cùng bị quân của tướng Józef Piłsudski đẩy lui. Tháng 3 năm 1921 hòa ước được ký. Ba Lan chiếm được vùng lãnh thổ rộng hàng trăm ngàn km2 phía tây Belarus và phía tây của Ukraina.

#### Kết thúc cuộc nội chiến
Vào ngày 6 tháng 4 năm 1920, những người Bolshevik thành lập nước Cộng hòa Viễn đông (Дальневосточную Республику (ДВР)) bao gồm vùng Vladivostok, vùng Kha-ba-rốp-xcơ, vùng A-mua, vùng Ngoại Bai-can Bắc đảo Sakhalin, bán đảo Cam-sát-ca... với mục tiêu xây dựng một vùng đệm giữa nước Nga và các vùng bị Nhật chiếm (Một kẻ thù đáng gờm mà nước Nga đã phải trả giá trong cuộc chiến tranh 1905).. Những lực lượng chính ở vùng Viễn đông thời kỳ 1920 gồm: những người Bolshevik, quân đội của nước Cộng hòa Viễn đông, quân đội Nhật Bản và quân Kazak vùng Ngoại Baikan. Vào mùa thu năm 1920, quân Nhật rút khỏi Ngoại Baikan.
Nước Cộng hòa Viễn đông nhanh chóng hoàn toàn nằm dưới sự điều khiển của nước Nga Xô viết, đa số đại biểu Quốc hội của nước Cộng hòa Viễn đông là đảng viên Bolshevik, Quân đội Nhân dân Cách mạng được coi như một thành phần của Hồng quân. Điều này dẫn đến việc những tổ chức Bạch vệ tại các vùng nổi dậy và kết quả ngày 26 tháng 5 năm 1921 với sự hậu thuẫn của Nhật Bản, chính quyền ở Vladivostok vào tay anh em nhà Merkulov. Tháng 6 năm 1922, Tướng Bạch vệ Đi-te-ric lập ra hội đồng tự quản địa phương. Chính quyền này đã bị Quân đội nhân dân cách mạng đánh bại. 24 tháng 10 năm 1922 Quân đội cách mạng tiến quân vào Vladivostok. Đến tháng 7 năm 1923, toàn bộ quân Bạch vệ bị loại khỏi vùng Viễn Đông.
Vào những năm 1920-1921, một số đông các binh sĩ quân đội Đế quốc Nga quay trở về cuộc sống nông dân nghèo khổ. Đây là nguyên nhân của một loạt cuộc nổi dậy của "Cơn lũ Xanh" – tên gọi các phong trào nổi dậy tại khắp các vùng bởi đội "Quân xanh". Đội quân này chống lại cả Hồng Quân và Bạch vệ vì những đòi hỏi cụ thể cho cộng đồng địa phương mà họ sinh sống. Các đội quân Xanh này nổi dậy rất mạnh tại vùng Antonov, vùng Tam-bốp (Антонова на Тамбовщине).. Với việc thay đổi một loạt chính sách về kinh tế và quân sự như chuyển từ chế độ Cộng sản thời chiến  sang chính sách Kinh tế mới (НЭП), đời sống ở vùng nông thôn tốt lên khiến các lực lượng Quân xanh giải giáp dần, nhưng một số nhóm vẫn còn hoạt động du kích chống lại chính quyền Xô viết đến tận những năm 1930.
Các lực lượng mà Hồng quân đã đánh bại trong cuộc nội chiến
1. Bạch vệ;
2. Quân Kazak vùng sông Đông;
3. Quân Xanh;
4. Quân đội của các dân tộc theo chủ nghĩa quốc gia (như quân đội Ukraina...)
5. Các đội quân vô chính phủ;
6. Một loạt các đội quân nước ngoài ngoài như Ba Lan, Phần Lan, Đức, Mỹ, Nhật, Séc...

Một bức tranh hỗn loạn rất đặc trưng của thời kỳ nội chiến này là bức tranh chính trị tại Ukraina: chính quyền chuyển từ tay Bạch vệ của tướng Denikin - sang quân vô chính phủ của tướng Nestor Makhno - chính phủ "bù nhìn" thân Đức Skoropadsky - Các chính phủ của những người theo chủ nghĩa Quốc gia như chính quyền Pêt-lu-ra)- hàng loạt chính quyền Xô viết-Sự chiếm đóng của quân Ba Lan, Đức, Áo, Pháp... Tình trạng đó là một ví dụ điển hình về sự hỗn loạn của thời Nội chiến Nga.
Giai đoạn kéo dài từ tháng 1 đến tháng 11 năm 1919 là giai đoạn quyết định. Thoạt đầu, bước tiến của quân Bạch vệ từ phía nam (do Anton Ivanovich Denikin chỉ huy), phía đông (do Aleksandr Vasilevich Kolchak chỉ huy) và phía tây bắc (do Nikolai Nikolaevich Yudenich chỉ huy) đều thành công, đẩy lùi Hồng Quân mới thành lập trên cả ba mặt trận. Nhưng Trotsky đã cải tổ Hồng Quân và đẩy lùi lực lượng của Kolchak (vào tháng 6) và quân đội của Denikin và Yudenich (vào tháng 10). Sức mạnh của quân Bạch vệ tan rã gần như đồng thời vào giữa tháng 11, vào tháng 1 năm 1920 đoàn kỵ binh do Budenny dẫn đầu đã tiến đến Rostov-on-Don. Vào năm 1919-1921, Hồng Quân cũng tham gia Chiến tranh Ba Lan-Xô Viết, trong cuộc chiến này, Hồng Quân đã đánh bại cuộc tấn công của Ba Lan, sau đó tiến đến trung tâm Ba Lan vào năm 1920, nhưng sau đó phải chịu một thất bại tại đó, dẫn đến kết cục cho cuộc chiến. Sau thất bại của tướng Bạch vệ Pyotr Nikolayevich Wrangel ở phía nam, những người Cộng sản đã giành được chiến thắng sau bốn năm chiến đấu gian khổ, và đã thành lập Liên bang Xô viết vào năm 1922. Vùng đất của Liên Xô đã mở rộng cùng với việc xây dựng quân đội Xô viết vào thời kỳ đó.

#### Lực lượng Hồng quân trong Nội chiến
Vào giai đoạn 1920 Hồng quân có khoảng 3 triệu người trong khoảng 20 tập đoàn quân:
1. Các Tập đoàn Hồng quân từ số 1 đến số 12;
2. Các Tập đoàn Hồng quân Ukraina số 1 đến số 3;
3. Tập đoàn Hồng quân bắc Kavkaz;
4. Tập đoàn Hồng quân Krym;
5. Tập đoàn Hồng quân Latvia;
6. Tập đoàn Hồng quân Estonia và Belorussia;
7. Tập đoàn Kỵ binh đỏ số 1;
8. Tập đoàn Kỵ binh đỏ số 2;

Vũ khí cá nhân
- Súng Nagant M1895 kiểu năm 1895;
- Súng trường nòng có rãnh xoắn và lưỡi lê Mosin-Nagant kiểu 1891;
- Súng Cạc-bin kiểu năm 1907;
- Súng máy Mắc-xim PM M1910 kiểu năm 1910;
- Kiếm dài kiểu năm 1881;
- Kiếm ngắn kiểu năm 1907;

Vũ khí nặng:
- Xe ngựa đặt súng máy Ta-San-ca (Тачанка)
- Pháo 122mm (kiểu năm 1910) và nhiều kiểu pháo khác

### Tác chiến chiều sâu
Vào cuối thập niên 1920 và trong suốt thập niên 1930, những nhà lý luận quân sự Xô viết đã giới thiệu khái niệm Tác chiến chiều sâu. Đó là một hệ quả trực tiếp từ những kinh nghiệm về di chuyển nhanh, rộng của đội kỵ binh trong suốt cuộc Nội chiến và Chiến tranh Ba Lan-Xô Viết.
Tác chiến chiều sâu bao gồm sự vận động đa dạng từ các đội hình cỡ nhiều quân đoàn hoặc quân đội một cách đồng thời. Nó không có nghĩa là mang lại chiến thắng chỉ trong một cuộc hành quân, mà là nhiều cuộc hành quân tiến hành song song hoặc liên tục sẽ đảm bảo cho một chiến thắng. Về mặt này, hành quân sâu khác với sự diễn giải thông thường về học thuyết Blitzkrieg. Mục tiêu của Hành quân sâu là tấn công kẻ thù một cách đồng thời ở mọi cấp độ bộ binh của chúng để đem lại một thất bại thê thảm trong hệ thống phòng thủ của chúng. Thuyết trận chiến sâu của Liên Xô được dẫn dắt bởi những tiến bộ về công nghệ và sự kỳ vọng về chiến tranh vận động sẽ mang lại nhiều cơ hội chiến thắng nhanh, hiệu quả, và mang tính quyết định. Sự phát triển đồng thời về hàng không và bọc thép đã cung cấp sự thúc đẩy bên ngoài cho sự phát triển học thuyết này trong lực lượng Hồng Quân. Nguyên soái Mikhail Nikolayevich Tukhachevsky đã nói rằng sức mạnh trên không nên được "dùng chống lại những mục tiêu ngoài tầm tấn công của bộ binh, pháo binh và những trang bị khác. Để có được hiệu quả chiến thuật cao nhất không quân nên được dùng với số lượng lớn, tập trung trong một khoảng thời gian và không gian, chống lại những mục tiêu có tầm quan trọng chiến thuật cao nhất".
Hành quân sâu được mô tả chính thức đầu tiên là một khái niệm trong "Quy định Chiến trường" của Hồng Quân năm 1929, nhưng đến năm 1936 mới được quân đội chuyển thành luật lệ trong "Quy định Chiến trường Tạm thời" năm 1936. Tuy nhiên, cuộc thanh lọc chính trị vào năm 1937-1938 đã loại bỏ nhiều tướng lĩnh cấp cao của Hồng Quân (trong đó có cả Tukhachevsky), và khái niệm này cũng bị từ bỏ - do những tổn thất của Hồng Quân trong Chiến tranh mùa đông - cho đến khi xuất hiện những cơ hội sử dụng nó trong Chiến tranh thế giới thứ hai. Vào thời điểm đó, Hồng Quân đã tham gia vào những xung đột biên giới lớn với quân đội Đế quốc Nhật Bản, các chiến dịch vào năm 1938 và năm 1939, với việc sử dụng các đơn vị xe tăng lớn để đánh bại quân Nhật.

### Chiến tranh thế giới thứ hai

Người lính Hồng quân Meliton Kantaria cắm lá cờ đỏ búa liềm Xô Viết trên tòa nhà Quốc hội Đức, đánh dấu chiến thắng của Liên Xô trong thế chiến thứ hai

Vào thời điểm quân đội Phát xít tấn công Liên Xô vào tháng 6 năm 1941, lực lượng Bộ binh của Hồng Quân có 303 sư đoàn và 22 lữ đoàn (4,8 triệu quân), bao gồm 166 sư đoàn và 9 lữ đoàn (2,2 triệu quân) đóng ở các quân khu phía tây. Đối thủ phe Trục có ở Mặt trận phía Đông tổng cộng 3,9 triệu quân. Ba mặt trận, Mặt trận Tây Bắc, phía Tây và Tây-Nam, điều khiển các lực lượng bảo vệ biên giới phía tây.
Tuy nhiên, những tuần đầu tiên của trận chiến chứng kiến những thất bại nặng nề của Liên Xô khi hàng trăm ngàn binh sỹ Hồng Quân mắc kẹt trong vòng vây khổng lồ của quân Đức, gây ra tổn hại cho phần lớn trang thiết bị, xe tăng và pháo. Stalin và các nhà lãnh đạo Xô viết trả lời bằng việc tăng cường tổng động viên, và đến ngày 1 tháng 8 năm 1941, mặc cho sự tiêu hao 46 sư đoàn trong trận chiến, sức mạnh của Hồng Quân lại được hồi phục với 401 sư đoàn.
Lực lượng Xô viết chịu tổn thất nặng nề trên chiến trường không chỉ xuất phát sự chuẩn bị kém do bị bất ngờ, mà còn là do thiếu hụt sĩ quan từ kết quả của sự thanh lọc, sự phá hoại tổ chức do kết quả của sự động viên nửa vời, và việc tái tổ chức quân đội mới chỉ bắt đầu được tiến hành. Sự trưởng thành và thăng tiến quá vội vã của các sĩ quan Hồng Quân thiếu kinh nghiệm trước chiến tranh cũng như việc loại bỏ các sĩ quan có kinh nghiệm do cuộc thanh trừng chính trị đã chuyển cán cân sang phía người Đức. Sự chênh lệch về số lượng và chất lượng trang bị của phe Trục cũng không thể đánh giá thấp (mặc dù hai quân đội gần như bằng nhau về số lượng Sư đoàn nhưng mỗi sư đoàn Đức có biên chế quân số gấp rưỡi Hồng quân).
Một thế hệ chỉ huy Xô viết (đáng chú ý nhất là Georgi Konstantinovich Zhukov) đã rút được bài học từ các thất bại, và chiến thắng của quân đội Xô viết trong các Trận Moskva, Stalingrad, Kursk và sau đó là ở Chiến dịch Bagration đã chứng minh tinh thần quyết liệt mà sau đó người Xô viết dùng nói để gọi Chiến tranh Vệ quốc Vĩ đại.

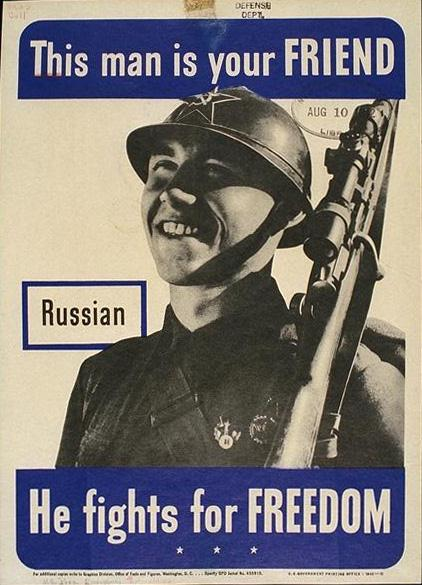
Áp phích của chính quyền Mỹ cho thấy một người lính Nga thân thiện theo như mô tả của Đồng minh trong suốt Chiến tranh thế giới thứ hai

Chính quyền Liên Xô đã sử dụng một số biện pháp để tăng vị thế và khí thế của Hồng Quân đang rút lui vào năm 1941. Bộ máy tuyên truyền Xô viết đã chuyển khẩu hiệu chính trị từ đấu tranh giai cấp sang khơi gợi lòng yêu nước của dân chúng, bằng cách nhắc lại lịch sử nước Nga trước Cách mạng. Những nhà tuyên truyền khi nói đến chiến tranh chống lại những kẻ xâm lược Đức đều gọi là "Chiến tranh Vệ quốc Vĩ đại", ám chỉ đến cuộc Chiến tranh Ái quốc năm 1812 chống lại Napoléon. Bắt đầu xuất hiện việc nhắc đến những anh hùng quân sự Nga cũ như Aleksandr Nevski và Mikhail Illarionovich Kutuzov. Việc đàn áp Chính Thống giáo Nga ngừng lại, và các nhà tu hành thực hiện lại cách làm dấu truyền thống trước trận chiến. Đảng Cộng sản hủy bỏ cơ quan chính ủy — mặc dù sau đó phục hồi lại ngay. Hồng Quân sử dụng lại các cấp bậc quân sự và đưa vào nhiều dấu hiệu phân biệt cá nhân như huy chương và huân chương. Những đơn vị đã chứng tỏ sự anh hùng đặc biệt trong trận chiến sẽ được tặng danh hiệu: đơn vị cận vệ (ví dụ Quân đoàn Súng trường Đặc biệt cận vệ số 1, Quân đoàn Tăng thiết giáp cận vệ số 6.
Quân đội Xô Viết tổn thất 8,67 triệu lính trong chiến tranh. Khoảng 6,537 triệu chết hoặc mất tích trong chiến đấu và 2,2 triệu tù binh chết trong trại giam của Đức (trên tổng số 5,2 triệu người bị bắt). Khoảng 400.000 quân Nhảy dù và du kích cũng thiệt mạng..
Khi quân đội của Đức Quốc xã tấn công, đã có những dân tộc bất mãn với chính quyền Xô Viết như người Chechen và người Thổ tại Kavkaz, người Tartar ở Krym, các dân tộc tại Baltic, người Kozak tại Ukraina và vùng sông Đông và các dân tộc chống Xô Viết khác đã vui mừng chào đón quân Đức như những người giải phóng. Người thuộc các nước vùng Baltic đáng tin cậy nhất thì được tham gia các lực lượng Waffen-SS Đức, các dân tộc thiểu số như người Kozak thì tham gia lực lượng Don Cossack (Kozak sông Đông), còn các tù binh người Ukraina và Nga có tinh thần chống Xô Viết thì được biên chế trong Quân đội Giải phóng nước Nga-RNNA do tướng Andrei Vlasov chỉ huy. Sau khi chiến tranh kết thúc, chính quyền Xô Viết đã trừng phạt các dân tộc ủng hộ Đức tương đối khốc liệt.
Khi Hồng Quân bắt đầu phản công ở châu Âu, một bộ phận binh sĩ đã trả thù tàn bạo đáp trả lại sự tàn bạo của quân Đức. Trong khi quy định của Hồng Quân chính thức cấm những hành động như vậy, những chỉ huy cấp thấp cũng im lặng bỏ qua chuyện này. Tuy nhiên vài sử gia đã bác lại luận điệu rằng các quan chức Liên Xô chính thức khuyến khích hành động đó. Đối với tù nhân chiến tranh, cả hai bên đều đã bắt được một lượng lớn và đều có nhiều lính chết trong tù - một con số gần đây của Nga nói rằng đã có 3,6 trong số 6 triệu tù nhân chiến tranh Liên Xô chết trong các trại tập trung của Đức, trong khi cũng theo người Nga thì khoảng 300.000 trong 3 triệu tù binh người Đức đã chết trong trại giam của Nga.
Trong đoạn đầu của chiến tranh, Hồng Quân sử dụng vũ khí với đủ các loại chất lượng. Họ có các pháo cực tốt, nhưng không đủ xe tải để vận chuyển và tiếp tế; kết quả là quân đội Đức (những người đánh giá cao vũ khí này) đã chiếm được khá nhiều. Xe tăng T-34 của Hồng Quân nói chung vượt trội hơn hẳn các loại xe tăng khác cho đến năm 1943, tuy nhiên số lượng khá ít và phần lớn các vũ khí quân dụng của Liên Xô khi đó đều là những mẫu cũ; cũng vậy, vấn đề tiếp tế cũng bị cản trở thậm chí đối với những quân đoàn được trang bị xe tăng hiện đại nhất. Không quân Liên Xô ban đầu cũng bị quân Đức áp đảo. Sự tiến công nhanh của quân Đức vào lãnh thổ Liên Xô khiến cho lực lượng tiếp viện và thay thế càng thêm khó khăn do phần lớn các cơ sở quân sự của Liên Xô nằm ở phía tây đất nước. Cho đến khi chính phủ Liên Xô tái thiết lập ngành công nghiệp ở phía đông dãy Ural, những hành động năm 1941 chỉ mang tính ứng biến, do đó các đơn vị Xô viết trong giai đoạn đầu chiến tranh được trang bị kém hơn rất nhiều so với biên chế đúng chuẩn của họ.
Sau Chiến tranh thế giới thứ hai Quân đội Xô viết có được lực lượng lục quân mạnh nhất trong lịch sử. Năm 1945, Quân đội Xô viết có trong tay 13 triệu binh sĩ dày dạn kinh nghiệm, được trang bị 40.000 xe tăng và pháo tự hành, gần 80.000 đại bác. Nó có nhiều xe tăng và pháo hơn tất cả các nước khác gộp lại, nhiều lính hơn, và một số lượng lớn các sĩ quan và nhân viên có rất nhiều kinh nghiệm trận mạc. Sau thế chiến, Ủy ban Tham mưu của Anh đã từng lên kế hoạch đem quân tiêu diệt chính quyền Liên Xô và đẩy Hồng Quân ra khỏi châu Âu, nhưng kế hoạch bị từ chối do tính không khả thi về mặt quân sự, và kế hoạch này bị gọi là Chiến dịch Không tưởng.

### Chiến tranh Lạnh

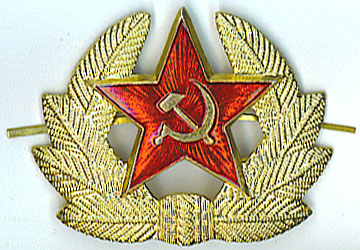
Huy hiệu trên mũ của quân đội Liên Xô

Để đánh dấu bước chuyển đổi cuối cùng từ lực lượng dân quân cách mạng thành quân đội chính quy của một quốc gia độc lập, Hồng Quân được đổi tên thành "Quân đội Xô viết" vào năm 1946. Georgi Konstantinovich Zhukov trở thành Tổng Tư lệnh Lực lượng Lục quân Liên Xô vào tháng 3 năm 1946, nhưng liền sau được Ivan Stepanovich Konev thay thế vào tháng 7. Konev giữ chức vụ này đến năm 1950, lúc đó chức vụ này bị hủy bỏ trong năm năm. Có tác giả suy đoán rằng khoảng trống này "có thể liên quan đến thái độ của Liên Xô đối với Chiến tranh Triều Tiên" .
Quy mô của Lực lượng Vũ trang Liên Xô giảm xuống từ 11,3 triệu đến còn xấp xỉ 2,8 triệu quân từ năm 1945 đến 1948 . Để quản lý quá trình giải ngũ này, số lượng quân khu tạm thời tăng lên con số 34 khu, rồi giảm xuống còn 21 khu vào năm 1946 . Quy mô của Lực lượng Vũ trang trong suốt Chiến tranh Lạnh vẫn duy trì vào khoảng 2,8 triệu đến 5,3 triệu quân, theo như phương Tây ước tính . Luật pháp Liên Xô bắt buộc mọi nam thanh niên đến tuổi trưởng thành phải phục vụ trong quân đội ít nhất ba năm, đến năm 1967 thì thời hạn nghĩa vụ quân sự của Bộ binh rút xuống còn hai năm. Các đơn vị Quân đội Xô viết đã "giải phóng" các quốc gia ở Đông Âu khỏi sự cai trị của Đức vẫn duy trì một lượng quân ở một số nước đó để bảo vệ cho chế độ của quốc gia vệ tinh thuộc Khối Warszawa của Liên Xô và ngăn cản lực lượng NATO. Quân đội Xô viết có thể cũng đã tham gia cùng với Dân ủy Nội vụ (NKVD) trong việc đàn áp sự chống đối của người Ukraina đối với sự lãnh đạo của Liên Xô. Sự hiện diện quân sự lớn nhất của quân đội Liên Xô là ở Nhóm quân Liên Xô ở Đức, nhưng những Nhóm quân khác cũng được thiết lập ở Ba Lan, Tiệp Khắc và Hungary (Nhóm quân phía Nam). Ngay trong Liên Xô, lực lượng quân sự đến thập niên 1950 được chia thành mười lăm quân khu, bao gồm Quân khu Moskva, Leningrad và Baltic. Do Cuộc xung đột biên giới Trung-Xô, một quân khu thứ mười sáu được thành lập vào năm 1969, Quân khu Trung Á, với trụ sở đặt tại Alma-Ata .

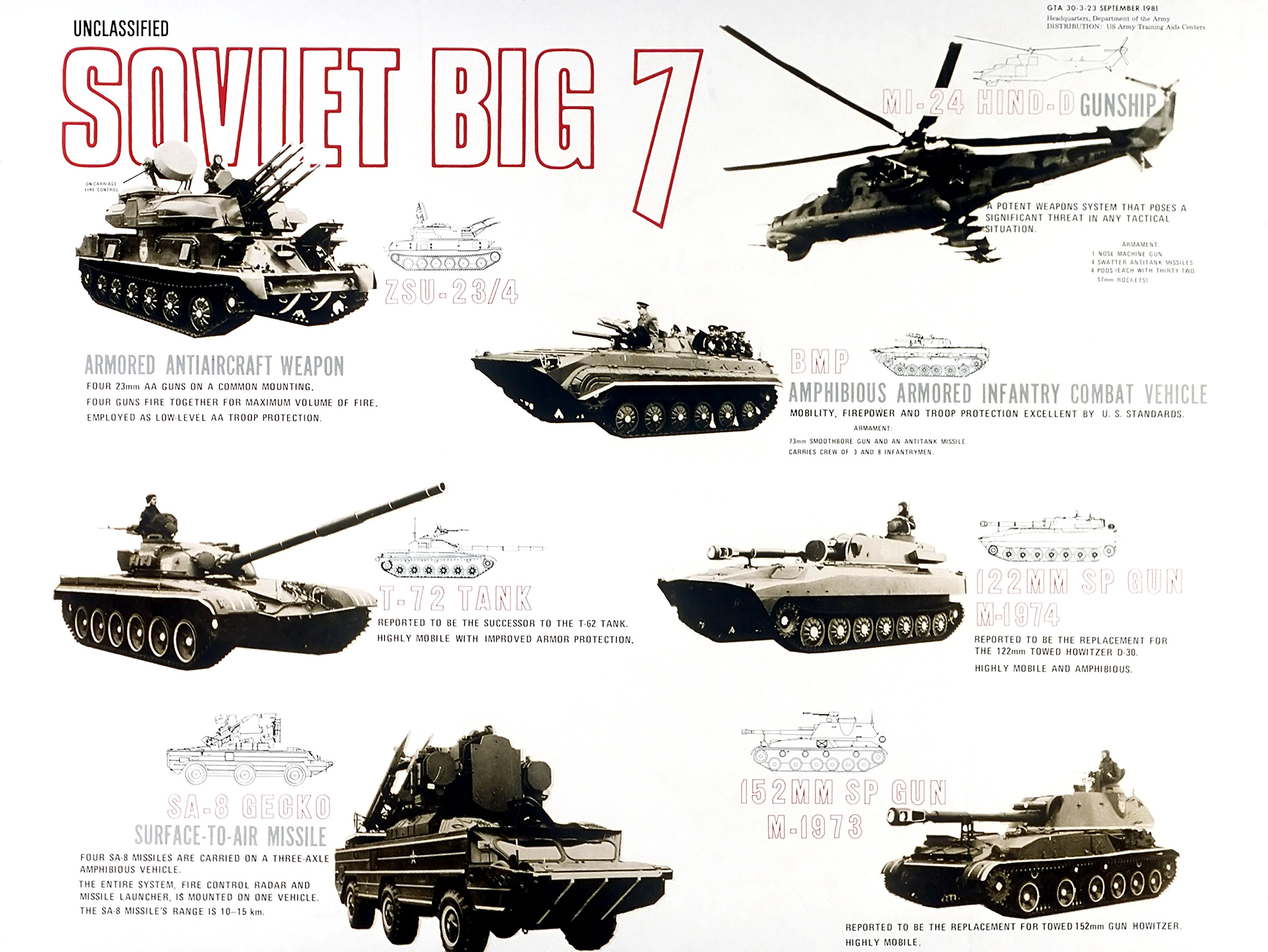
Nghiên cứu của Hoa Kỳ về bảy thứ vũ khí quan trọng nhất trong các quân dụng chiến trường của Liên Xô năm 1981.

Để bảo vệ cho lợi ích của Liên Xô ở Đông Âu, Quân đội Xô viết đã đánh bại phong trào chống Xô viết vào thập niên 1950 ở Cộng hòa Dân chủ Đức (1953) và Hungary (1956). Ngay sau đó, Nikita Sergeyevich Khrushov bắt đầu giảm Lực lượng Bộ binh, tập trung nhiều hơn vào khả năng hạt nhân của Lực lượng Vũ trang, và xây dựng Lực lượng Tên lửa Chiến thuật. Trong khi thực hiện kế hoạch này, ông đã hất cẳng Zhukov, người phản đối việc cắt giảm này, khỏi Bộ chính trị vào năm 1957. Năm 1968, lực lượng Bộ binh Xô viết tiến quân vào Tiệp Khắc theo yêu cầu của một số lãnh đạo Đảng Cộng sản Tiệp Khắc nhằm chấm dứt những cải cách của Alexander Dubček, Bí thư thứ nhất chi nhánh Slovak của Đảng Cộng sản Tiệp Khắc, được gọi là Mùa xuân Praha.
Liên Xô tái tổ chức Bộ binh để phục vụ cho chiến tranh có sử dụng vũ khí hạt nhân, mặc dù quân Liên Xô không có đủ vũ khí hạt nhân chiến trường cho đến giữa thập niên 1980 . Bộ Tham mưu vẫn duy trì kế hoạch tấn công Tây Âu trong trường hợp nổ ra chiến tranh tổng lực với Mỹ và phương Tây, mà phạm vi rộng lớn của nó chỉ được công khai sau khi các nhà nghiên cứu người Đức tiếp cận được với những tài liệu của Quân đội Nhân dân Quốc gia sau khi Liên Xô sụp đổ .

#### Sa lầy gần 10 năm ở Afghanistan

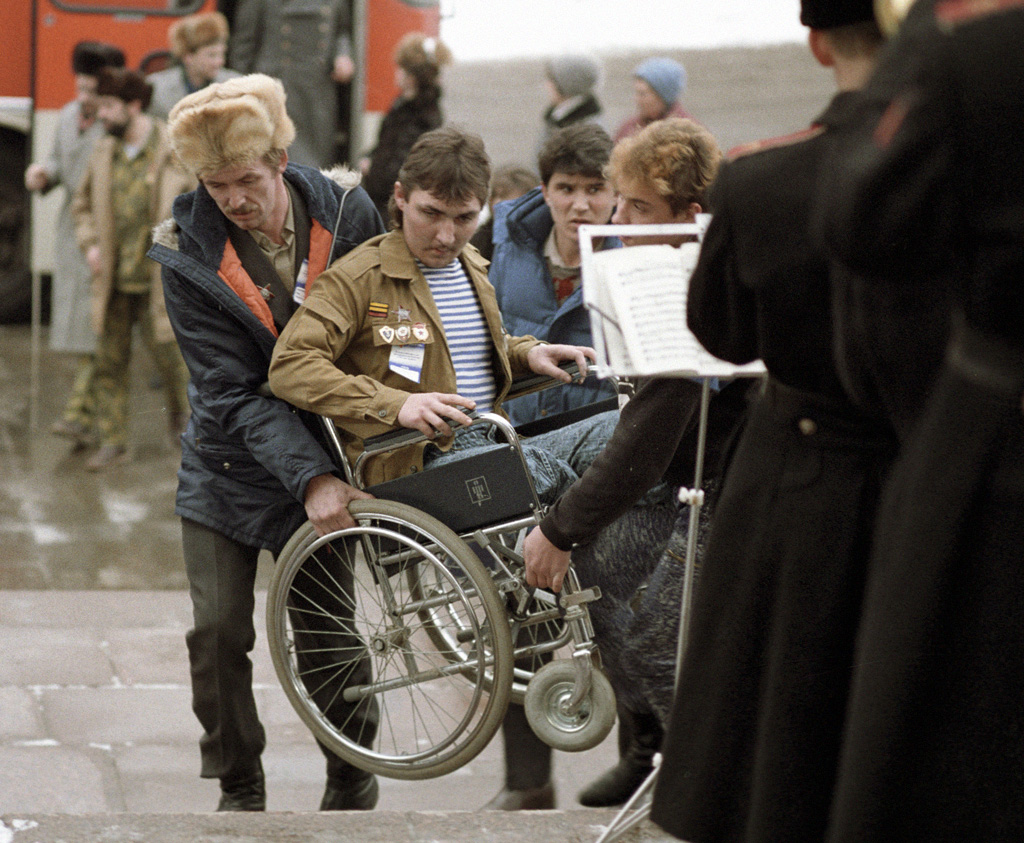
Thương phế binh Liên Xô trở về từ Afghanistan

Ngày 25 tháng 12 năm 1979, Tập đoàn quân số 40 của Hồng Quân Liên Xô bắt đầu triển khai tại Afghanistan. Vào giữa thập niên 1980 quân số quân đội Liên Xô tăng lên tới 108.800 lính và chiến tranh lan ra khắp lãnh thổ Afghanistan. Cái giá về quân sự cũng như về ngoại giao chẳng bao lâu đã trở nên quá cao cho Liên Xô. Vào giữa năm 1987, Liên Xô dưới sự lãnh đạo của nhà cải tổ Mikhail Gorbachev tuyên bố là sẽ rút quân. Việc rút quân bắt đầu ngày 15 tháng 5 năm 1988, và chấm dứt ngày 15 tháng 2 năm 1989.
Chỉ riêng thường nhân, từ 850.000 đến 1,5 triệu người Afghan đã bị giết chết và hàng triệu người đã chạy ra khỏi nước tị nạn, hầu hết tới Pakistan và Iran.

#### Giai đoạn cuối của Liên Xô

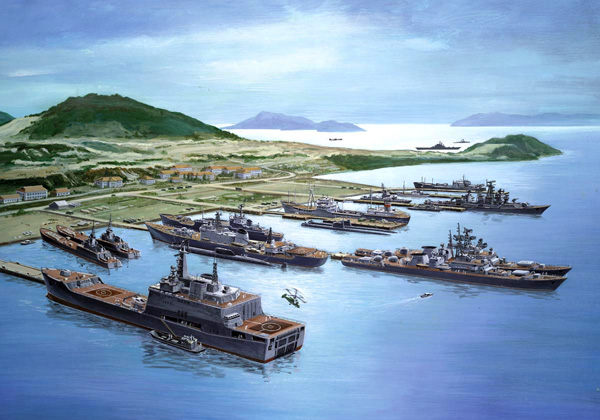
Hình vẽ của quân đội Mỹ minh họa căn cứ hải quân của Liên Xô tại vịnh Cam Ranh ở Việt Nam vào khoảng đầu thập niên 1980.

Từ khoảng năm 1985 đến 1990, nhà lãnh đạo mới của Liên Xô Mikhail Sergeyevich Gorbachyov đã nỗ lực giảm sự căng thẳng mà quân đội đặt lên nhu cầu kinh tế. Chính phủ của ông đã từ từ giảm quy mô quân đội. Đến năm 1989 quân đội Liên Xô đã hoàn toàn rút ra khỏi các nước láng giềng của thuộc Khối Warszawa để họ tự lo liệu. Trong cùng năm đó quân đội Liên Xô rút khỏi Afghanistan sau khi sa lầy 10 năm tại đây.
Đến cuối năm 1990, toàn Khối Đông Âu đã sụp đổ sau những cuộc cách mạng. Nhiều nước cộng hòa vệ tinh của Liên Xô cũng nhanh chóng quay lại chống đối chính quyền trung ương của họ. Vào tháng 3 năm 1990, những người theo chủ nghĩa quốc gia ở Litva đã tuyên bố độc lập cho nước cộng hòa này. Một loạt các nước cộng hòa xung quanh cũng tuyên bố độc lập vào năm đó. Gorbachev phản ứng một cách yếu ớt, từ chối xoay quân đội chống lại nhân dân, và cơn khủng hoảng ngày càng tăng lên. Đến giữa năm 1991, Liên Xô đã phải tuyên bố tình trạng khẩn cấp.
Theo ủy ban chính thức (Viện Khoa học Xô viết) do Xô viết Tối cao chỉ định ngay sau sự kiện tháng 8 năm 1991, quân đội đã không còn đóng vai trò lớn lao trong những gì được mô tả là đảo chính của những người vẫn trung thành với chủ nghĩa cộng sản. Các chỉ huy đã gửi xe tăng đến đường phố Moskva, nhưng (theo tất cả các chỉ huy và quân lính) chỉ với mệnh lệnh đảm bảo an toàn cho dân chúng. Hiện vẫn chưa rõ tại sao lực lượng quân sự lại tiến vào thành phố, nhưng rõ ràng mục tiêu của họ không phải là lật đổ Gorbachyov (lúc đó đang ở Biển Đen) hay chính phủ. Đảo chính thất bại chủ yếu cho những người tham gia không có được những hành động dứt khoát, và sau vài ngày không có hành động nào đáng kể, cuộc đảo chính tự giác sẽ dừng lại. Chỉ có một cuộc chạm trán xảy ra giữa dân chúng và đoàn xe tăng trong suốt cuộc đảo chính, dẫn đến cái chết của ba công dân. Mặc dù nạn nhân sau đó được tôn vinh như anh hùng, những người có trách nhiệm hoàn toàn không gắn trách nhiệm cho xe tăng. Không có ai ra lệnh bắn vào người nào cả.
Sau nỗ lực đảo chính tháng 8 năm 1991, những nhà lãnh đạo Liên Xô trên thực tế không còn quyền hành gì đối với các nước cộng hòa. Gần như tất cả các nước Cộng hòa Xô viết tuyên bố ý định ly khai và bắt đầu thông qua các luật lệ mà không đếm xỉa gì đến Xô viết Tối cao. Vào ngày 8 tháng 12 năm 1991, Tổng thống các nước Nga, Belarus và Ukraina tuyên bố Liên Xô giải tán và ký văn bản tạo nên Cộng đồng các quốc gia độc lập. Gorbachyov cuối cùng đã từ chức vào ngày 25 tháng 12 năm 1991, và ngày hôm sau Xô viết Tối cao, cơ quan chính phủ cao nhất, cũng tự giải tán, chính thức kết thúc sự tồn tại của Liên bang Xô viết. Trong một năm rưỡi tiếp theo các nỗ lực để duy trì sự thống nhất và chuyển quân đội thành quân đội của Cộng đồng Các quốc gia độc lập thất bại. Dần dần, những đơn vị đóng ở Ukraina và những nước cộng hòa ly khai khác đã tuyên thệ trung thành với chính phủ quốc gia mới của họ.

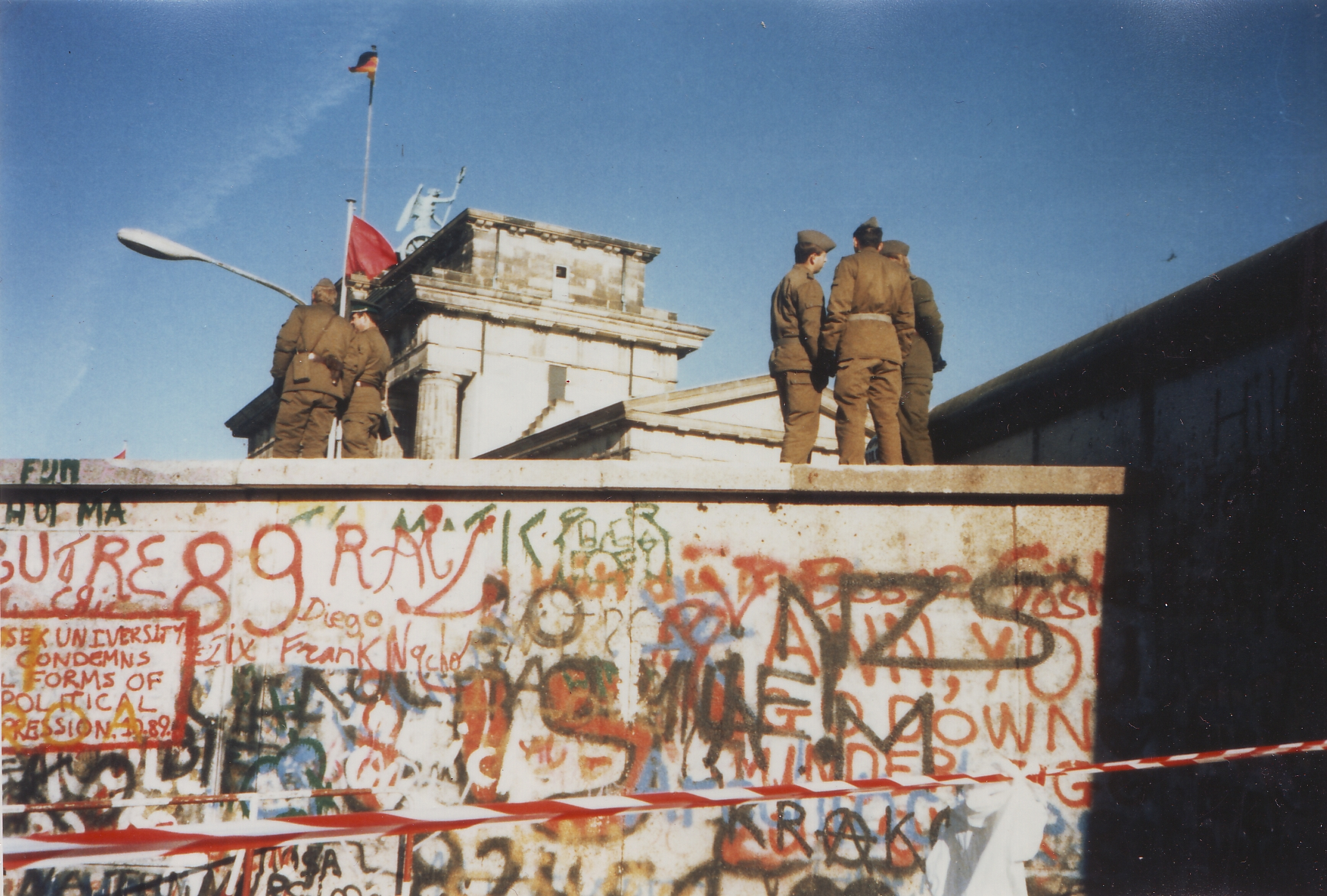
Lính Liên Xô đứng gác bức tường Berlin năm 1989

Sau sự sụp đổ của Liên Xô, Quân đội Xô viết giải tán và các quốc gia tiếp nối của Liên Xô đã tự phân chia vũ khí và nhân sự của quân đội. Sự phân chia phần lớn diễn ra theo nền tảng khu vực, ví dụ quân nhân Xô viết từ Nga trở thành một phần của Quân đội Nga mới, trong khi lính Xô viết đến từ Kazakhstan trở thành một phần của Quân đội Kazakhstan mới. Kết quả là phần lớn Lực lượng Bộ binh Xô viết, bao gồm phần lớn lực lượng máy bay và tên lửa đất đối đất Scaleboard, gia nhập Lục quân Nga (các ước tính vào năm 1992 cho thấy năm lữ đoàn tên lửa đất đối đất với 96 xe phóng tên lửa ở Belarus và 12 lữ đoàn với 204 xe phóng tên lửa ở Ukraina, so với 24 lữ đoàn với 900 xe tên lửa dưới quyền kiểm soát của Lực lượng Bộ binh Nga, một số ở các nước cộng hòa Xô viết cũ).
Đến cuối năm 1992, phần lớn những gì còn sót lại của Quân đội Xô viết ở các nước Cộng hòa Xô viết cũ đã hoàn toàn giải tán. Lực lượng quân đội đồn trú tại Đông Âu (bao gồm các nước Baltic) dần dần quay trở về quê hương trong khoảng từ năm 1991 đến 1994. Danh sách các sư đoàn của Quân đội Xô viết phác thảo một vài số phận của những phần riêng lẻ của Lực lượng Bộ binh.
Vào giữa tháng 3 năm 1992, tổng thống Nga là Yeltsin tự chỉ định ông làm Bộ trưởng Bộ quốc phòng của nước Nga mới, đánh dấu một bước đi quyết định trong việc thành lập lực lượng vũ trang Nga, bao gồm những gì còn sót lại của quân đội. Vết tích cuối cùng của cấu trúc chỉ huy Xô viết cũ cuối cùng đã bị giải tán vào tháng 6 năm 1993, khi các trụ sở quân sự của Cộng đồng các quốc gia độc lập được tổ chức lại thành một bộ tham mưu để hợp tác quân sự giữa các nước SNG được dễ dàng hơn.
Trong vài năm tiếp theo, Lực lượng Bộ binh Xô viết cũ đã rút khỏi miền trung và Đông Âu (bao gồm các quốc gia Baltic), cũng như ở những nước độc lập hậu Xô viết như Azerbaijan, Armenia, Uzbekistan, Kazakhstan, Kyrgyzstan. Lục quân Nga hiện nay vẫn có mặt ở Tajikistan, Abkhazia, Gruzia và Transnistria.

## Ngân sách Quốc phòng
Sau Thế chiến II Liên Xô vẫn duy trì một số lượng lớn binh sĩ (khoảng 2,8 tới 5,5 triệu lính tùy giai đoạn, so với 1,4 tới 3 triệu lính của Hoa Kỳ).
Theo số liệu của Viện Nghiên cứu Chiến lược Quốc tế (International Institute for Strategic Studies/IISS) thì năm 1955 ngân sách Quốc phòng Liên Xô là 32 tỷ 400 triệu USD, năm 1970 tăng lên 53 tỷ 900 triệu USD và tới 1979 thì lên tới 148 tỷ USD, chiếm 16% GDP.. Đây là một gánh nặng lớn cho ngân sách vì cùng lúc Hoa Kỳ chỉ chi ra 6%, Tây Đức là 4% và Nhật chỉ 1%.

## Các cáo buộc về tội ác chiến tranh
Theo một số tài liệu phương Tây, kể từ khi tiến vào nước Đức (1944-1945), ngoài việc cướp nhà dân và cửa hiệu một bộ phận Hồng quân Liên Xô đã hãm hiếp nhiều phụ nữ và trẻ em người Đức, từ 8 đến 80 tuổi . Việc hãm hiếp phụ nữ Đức được các binh sĩ này xem là chiến tích để báo thù cho người Liên Xô và để đàn áp tinh thần nhân dân Đức. Đến năm 1948, các chỉ huy quân đội Liên Xô mới có biện pháp dứt khoát khi cấm binh sĩ ra khỏi doanh trại và tiếp xúc với dân địa phương. Tác giả Norman Naimark viết rằng: "Tâm lý xã hội của phụ nữ Đông Đức được đánh dấu bởi tội ác hãm hiếp và cưỡng bức của Hồng quân Liên Xô kể từ những ngày đầu chiếm đóng, qua năm 1949 khi mà Đông Đức được thành lập, cho đến tận ngày nay". Nhiều nhà sử học đã lý giải cho hành động của Hồng quân Liên Xô ở Đức và Hungary rằng "họ có mối căm thù sâu sắc đối với Đức Quốc xã".
Tuy nhiên, một số tài liệu và hồi ký của các binh sĩ Hồng Quân phủ nhận điều này. Trong Hồi ký của Mansur, tiểu đoàn trưởng một đơn vị Hồng quân, ông nói "không có cướp bóc và hãm hiếp bởi binh sĩ dưới quyền" bởi những hình phạt nghiêm khắc được đề ra. Thậm chí ông kể lại một người Đức đã dẫn hai cô gái đến cho ông để "lấy lòng", và ông đã đuổi họ về vì cho rằng đó là "quá vô đạo đức". Trong hồi ký khác "800 ngày trên Mặt trận phía Đông", tác giả đã gọi những sử gia phương Tây loan báo về nạn cướp bóc hãm hiếp trên diện rộng là "những sử gia xấu bụng", các tài liệu mang màu sắc chính trị chống Xô Viết từ thời Chiến tranh Lạnh. Ông cho rằng những hành vi này chỉ xảy ra ở các đơn vị cá biệt. Hơn nữa con số phụ nữ bị hãm hiếp đã bị phóng đại, vì thực tế có rất ít trẻ em Đức sinh ra sau chiến tranh không rõ cha là ai.
Về vấn đề cướp phá các cửa hàng, ông viết: "Quân ta có cướp bóc không? Không rõ. Trong nhiều tính huống cần đánh giá một cách thận trọng vì đó thường chỉ là việc vượt quá quy định một chút. Không việc gì phải cướp bóc cả; sau tất cả, những người lính chỉ thỉnh thoảng cần một chút gì đó để ăn và uống cho thích đáng. Khi bạn tấn công, bao giờ cũng thu được chiến lợi phẩm. Chúng tôi đã bắt gặp rất nhiều kho hậu cần và hàng hóa của bọn Đức dọc đường tiến quân nhưng nhà bếp quân ta bao giờ cũng cung cấp gấp 3 lần số cần thiết. Và thật khó để phân biệt đâu là nhà kho của quân đội, đâu là cửa hàng của dân thường do vấn đề ngôn ngữ"
Theo Stuart Britton, một ký giả chuyên ghi chép về Hồng quân, ông đánh giá: Tình hình thay đổi khi Hồng quân tiến vào nước Đức. Ham muốn báo thù trỗi dậy mạnh mẽ ở phần lớn trong số họ, sau nhiều năm chiến tranh và sự chiếm đóng tàn bạo của người Đức đã hủy diệt vô số trang trại, làng mạc và gia đình người Liên Xô. Các bằng chứng từ cả hai phía dân thường và cựu binh Nga cho biết chỉ có các lực lượng tiếp quản đi sau mới phải chịu trách nhiệm về những hành động tàn bạo quá mức đối với dân thường. Nhiều người trong số họ vốn là tù nhân được gom vội vào Hồng quân hoặc đã từng sống lâu dài trong vùng tạm chiếm, bị quân Đức chiếm đóng đối xử tàn bạo. Sự giáo dục và kỷ luật quân đội trong những đơn vị lính phần lớn là tân binh nghĩa vụ này cũng thấp hơn nhiều cánh lính cựu phục vụ tại các đơn vị tuyến đầu.
Hơn nữa cũng có bằng chứng chứng tỏ các chỉ huy Hồng quân hoàn toàn không làm ngơ với các hành vi của binh lính. Những hành vi cướp bóc, hãm hiếp chỉ là bột phát do tâm lý muốn trả thù của binh lính chứ không phải là chủ trương của các cấp chỉ huy Hồng quân. Đại sứ Nga tới Anh cho biết các cáo buộc hãm hiếp là vô căn cứ, "Đó là một sự ô nhục khi vu khống chống lại những người đã cứu thế giới khỏi chủ nghĩa phát xít." Một số nhà sử học đã dẫn chứng một lệnh ban hành ngày 19 tháng 1 năm 1945, yêu cầu việc ngăn ngừa ngược đãi thường dân. Một lệnh của Hội đồng quân sự của Mặt trận Byelorussia số 1, có chữ ký của Nguyên soái Rokossovsky, đã ra lệnh bắn bọn trộm cướp và hiếp dâm tại hiện trường của vụ án. Một lệnh ban hành bởi Stavka vào ngày 20 tháng 4 năm 1945 nói rằng cần phải duy trì quan hệ tốt với người dân Đức để giảm kháng cự và để chiến sự kết thúc nhanh hơn.
Trong khu vực chiếm đóng của Liên Xô, các thành viên của SED đã báo cáo cho Stalin cướp bóc và hãm hiếp bởi binh lính Liên Xô có thể dẫn đến một phản ứng tiêu cực của dân Đức đối với Liên Xô và hướng tới tương lai của chủ nghĩa xã hội ở Đông Đức. Stalin đã phản ứng một cách giận dữ: "Tôi sẽ không tha thứ bất cứ ai kéo danh dự của Hồng quân qua vũng bùn."
Trong tháng 5 năm 1945, Nguyên soái Georgy Konstantinovich Zhukov đã ký ba quyết định quan trọng về đảm bảo đời sống cho nhân dân Đức ở khu vực do quân đội Liên Xô chiếm đóng. Đó là Quyết định số 063 ngày 11 tháng 5 năm 1945 về việc cung cấp lương thực cho người dân ở Berlin, Quyết định số 064 ngày 12 tháng 5 về việc khôi phục vào bảo đảm hoạt động bình thường của các ngành dịch vụ công cộng tại Berlin và Quyết định số 080 ngày 31 tháng 5 về việc cung cấp sữa cho trẻ em ở Berlin. Ông cũng đề nghị Chính phủ Liên Xô khẩn cấp chuyển đến Berlin 96.000 tấn ngũ cốc, 60.000 tấn khoai tây, gần 50.000 gia súc, hàng vạn tấn thực phẩm khác như mỡ động vật, đường. Theo lệnh của ông, tất cả các đơn vị quân đội Liên Xô đóng tại nước Đức, các ủy ban quân quản đều phải tập trung vào việc ổn định đời sống cho nhân dân Đức. Ông yêu cầu các quân nhân dưới quyền phải thực hiện đúng phương châm: "Căm thù chủ nghĩa phát xít nhưng phải tôn trọng nhân dân Đức".
Một phụ nữ Berlin, Elizabeth Shmeer, theo nguồn của phía Nga cho biết:
Đức quốc xã nói rằng nếu người Nga đến đây, họ sẽ tàn phá và hãm hiếp khủng khiếp. Nhưng thực tế sau đó rất khác: dù là những người bại trận, quân đội Đức đã gây ra rất nhiều đau khổ cho nước Nga, nhưng những người chiến thắng đã cho chúng tôi thực phẩm còn nhiều hơn những gì chính quyền cũ phân phát. Đối với chúng tôi điều đó là khó hiểu. Một cách cư xử nhân đạo như vậy dường như chỉ người Nga làm được.